# Айметово
Айметово (мар. Аймет) — деревня в Советском районе Республики Марий Эл. Входит в состав Михайловского сельского поселения.

## Географическое положение
Находится в центральной части республики Марий Эл на расстоянии приблизительно 15 км по прямой на юго-запад от районного центра посёлка Советский.

## История
Основана в 1933 году как починок, с 1950-х годов деревня. Здесь всегда было в среднем 20-25 хозяйств. В советское время работал колхоз «Йошкар пеледыш».

## Население
Население составляло 37 человек (100 % мари) в 2002 году, 22 в 2010.